# Veit Harlan

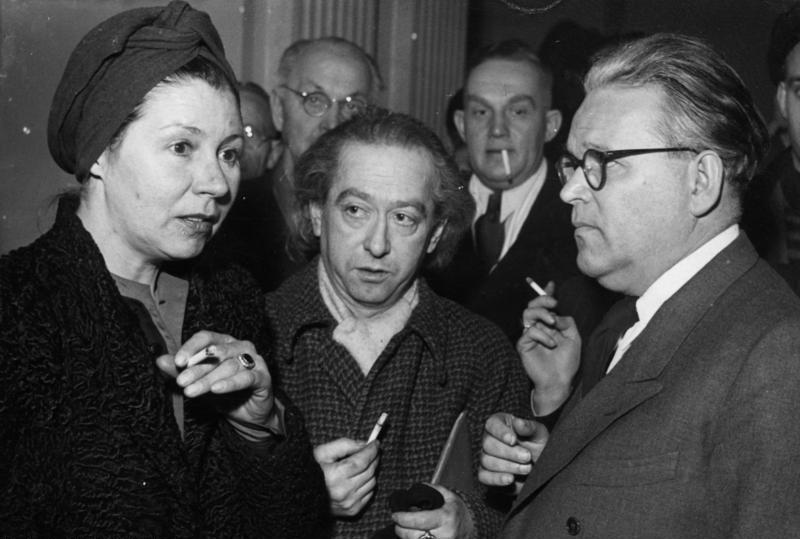
Veit Harlan (höger) med änkan till Ferdinand Marian, vid Harlans rättegång 1948.

Veit Harlan, född 22 september 1899 i Berlin, död 13 april 1964 på Capri, Italien, var en tysk skådespelare och regissör.
Veit Harlan var under mellankrigstiden en av det tyska filmbolaget UFA:s mest framgångsrika filmregissörer. Under andra världskriget regisserade han flera nazistiska och antisemitiska filmer, bland annat Jud Süss (1940) och Kolberg (1945). Jud Süss är en antisemitisk film som spelades in på direkt order av Nazitysklands propagandaminister Joseph Goebbels. Efter kriget anklagades Harlan först för antisemitism och stöd åt nazistregimen men frikändes, och 1949 åtalades han på nytt, för brott mot mänskligheten, för Jud Süß, men frikändes återigen. Båda frikännandena var och är fortsatt än idag kontroversiella, hårt kritiserade och omdiskuterade.
Harlans tredje fru var den svenska skådespelerskan Kristina Söderbaum, som spelade huvudrollen i många av hans filmer. Hans första fru, Dora Gerson, var judinna och dödades i Auschwitz.

## Filmografi (i urval)
- 1937 – Före solnedgången
- 1937 – Die Kreutzersonate
- 1940 – Jud Süss
- 1942 – Den store segraren
- 1942 – Den gyllene staden
- 1943 – Näckrosen
- 1944 – Vildfågel
- 1945 – Kolberg